# 庄家綱
庄 家綱（しょう いえつな、生没年不詳）は、平安時代末期から鎌倉時代前期の武蔵国児玉党（現在の埼玉県本庄市栗崎出身）の武士。通称は二郎。
庄氏で家綱と言う名の武士は2人おり、児玉党本宗家5代目である庄太郎家長の次男は、のちに定綱と名を改めた（その子息は児玉党系中条氏祖になったと系図にはあるが、通し名の観点からすると、まだ疑わしい）。一方、家長の弟で、庄太夫家弘（児玉党本宗家4代目）の三男に当たる庄三郎忠家の子息である家綱は、児玉郡栗崎村を南下して、秩父郡金沢村（秩父北部）に移住し、金沢氏を称した。遵って、忠家の子息はその後、金沢家綱と称し、児玉党系金沢氏祖となった。

## 定綱の兄弟に関する考察
児玉党一族に関する系図は複数あり、内容もそのまま一様に信じられるものではない為、研究が進められてきた。系図によっては、定綱を家長の六男とするものもあるが、この系図自体信憑性の低い所が散見している。まず、武蔵七党系図では、家長の子息の1人である庄家次を次男（二郎）と記しているが、一方で家次の弟を久下塚氏とする点などから信憑性が低く、『吾妻鏡』や他の系図には家長の三男であると記述されている事から庄三郎家次＝家長の三男であると言うのが正しい。おそらく、頼家の後を継いだ為、系図上では家長の次男とする必要性が生じたものと考えられる（結果的には児玉党の本宗家は家次の弟が継ぐ）。遵って、家次の弟である時家も、家長の四男（通称が四郎）であると言うのが正しい。武蔵七党系図などは後世に創られた系図であり、改変も多々見られ、場合によっては創作されている箇所も見られる。系図が創作されている者として、家長の嫡男である庄小太郎頼家（児玉党本宗家6代目）が挙げられる。頼家は嫡男を作る前に一ノ谷の戦いで戦死してしまった為、父である家長が三男である家次を頼家の養子として継がせた。その為、頼家自身には子孫はいない。しかし、後世になり、近世になると、頼家を先祖であると自称する本庄氏一族が現れる。これが本庄宗正の一族である。彼らの系図や本庄氏祖の伝承は明らかに創作されたものであり、家の威厳を高める為に、児玉党の直系の嫡流を自称したものと考えられている。系図によっては、頼家と依家を別人として記述しているが、同一人物である。いわば、依家の方は創作された家長の子息である。こうした諸々の研究から、家長の次男を家次、三男を依家、四男を時家、五男を時長、六男を家綱とする系図は後世創作されたものであり、本来は家長の次男が家綱、三男が家次、四男が時家、五男が時長と考えられている（遵って五人兄弟である）。

## 定綱が本庄氏を称したかどうかについて
まず、系図を作った側には、本庄＝本家の庄氏と言った考えは明らかになかったと言う事を説明する。複数ある系図の一つに、小（庄）小太郎頼家と記したものがある。この系図では、その弟を本庄二郎家綱＝定綱と記している。家督すら継げなかった定綱が本庄を称している事はおかしく、これは「本庄二郎家次」と書かれた系図と混同してしまった結果の誤伝と考えられる（誤伝に誤伝が重なった結果と考えられる）。また、別の系図では、庄弘高の三男である弘季を、「本庄四郎弘季」と記しているものがある。弘季は四方田や牧西を称しても本庄は称していない。これらの系図からも、系図を書いた側には、本庄を本家の庄氏と意識したり、またそうした意図（意味）をもって記述していなかった事が分かる。こうした考察からも、定綱が本庄を称していたとする系図は誤伝と考えられる。定綱が一時的に本庄を名乗ったとしても、同族間で争いになりかねない事であり、家長が一時的に定綱にまかせたとする記述も系図にはない。

## その他
- 家綱＝定綱は、兄頼家と同様に、『吾妻鏡』と言った軍記物には一切名が記載されていない。兄弟の中でも『吾妻鏡』に最も名が登場するのは、家長の四男である時家である。これは実質的に児玉党の本宗家を継いだ（本宗家の領地を管理していた）為と考えられる。
- 頼家が戦死した後、三男である家次が養子となり、本宗家を継ぐ事となったが、定綱の場合、頼家と年齢が近かった為にその後を継げなかった（養子になれなかった）と考える事ができる。もちろん、他の理由で本宗家となれなかった可能性もあるが、全ては父家長の判断である為、それ以上の推測はできない（例えば、兄頼家が戦死した時には、すでに他の領地に土着し、宗家を継げる状態ではなかったなど）。